# Carmen Țurlea
Carmen Marinela Țurlea (Cisnădie, 18 novembre 1975) è un'ex pallavolista rumena.
Giocava nel ruolo di schiacciatrice e opposto.

## Carriera
Figlia d'arte (sua madre è la nazionale rumena Marinela Neacşu), cresce nel Rapid Bucarest. Esordisce nella Serie A1 italiana vestendo la maglia della Parmalat Matera per tre stagioni, dal 1997 al 2000. Nel campionato 2000-01 passa al Centro Ester Pallavolo, prima del trasferimento al Volley Bergamo nella stagione successiva, culminata con la vittoria dello scudetto.
Alla fine del secondo campionato con la formazione orobica, si accorda per l'annata 2003-04 con la neopromossa formazione del Chieri Volley, cambiando contestualmente il proprio ruolo (da opposto a schiacciatrice). Dopo un campionato terminato con la conquista della prima qualificazione europea da parte della squadra piemontese, nella stagione 2004-05 passa a difendere i colori del Giannino Pieralisi Volley.
Approda quindi nel campionato successivo al Santeramo Sport, dove viene schierata nuovamente nel suo ruolo naturale, raggiungendo i play-off scudetto, prima di scendere nel campionato cadetto dove, fra le file del Sassuolo Volley, nella stagione 2006-07, conquista una promozione in massima serie e la Coppa Italia di categoria. Sempre con la stessa formazione, nel 2007-08 si impone come miglior realizzatrice nel campionato di A1.
Nella stagione 2009-10 viene ingaggiata dalla Futura Volley Busto Arsizio, con la quale vince la Coppa CEV 2009-2010, risultando miglior realizzatrice e venendo eletta migliore giocatrice della competizione, mentre nel campionato 2010-11 gioca nella Spes Conegliano.
Nel 2011-12 passa al River Volley Piacenza con cui resta per due campionati, aggiudicandosi nella seconda stagione la doppietta Coppa Italia-campionato.
Nel campionato 2013-14 passa al Volley 2002 Forlì, ritirandosi tuttavia a metà stagione; l'anno successivo viene ingaggiata dalla neopromossa Azzurra Volley San Casciano dove resta per un biennio, prima di passare, nella stagione 2016-17, al Volleyball Casalmaggiore.

## Palmarès

### Club
- Campionato rumeno: 2

1994-95, 1995-96
- Campionato italiano: 2

2001-02, 2012-13
- Coppa Italia: 1

2012-13
- Coppa Italia di Serie A2: 1

2006-07
- Coppa CEV: 1

2009-10

### Premi individuali
- 2007 - Coppa Italia di Serie A2: MVP
- 2010 - Coppa CEV: MVP
- 2010 - Coppa CEV: Miglior realizzatrice